# Allen Americans
Allen Americans är ett amerikanskt professionellt ishockeylag som spelar i den nordamerikanska ishockeyligan ECHL sedan 2014. De grundades dock 2009 för spel i Central Hockey League (CHL) av konsortiet Top Shelf LLC bestående av bland annat Steve Duchesne, 2012 blev Ed Belfour, Craig Ludwig, Richard Matvichuk och Mike Modano delägare i konsortiet. CHL lades ner 2014 och Americans såldes till nya ägare, som flyttade laget till ECHL. 2017 såldes laget återigen, den här gången till Jack Gulati, som ägde ECHL-konkurrenten Reading Royals mellan 2014 och 2019. De spelar sina hemmamatcher i inomhusarenan Credit Union of Texas Event Center, som har en publikkapacitet på 6 275 åskådare vid ishockeyarrangemang, i Allen i Texas. Americans ingår i ett samarbete med Minnesota Wild (NHL) och Iowa Wild (AHL). Laget har vunnit två Ray Miron President's Cup, som var trofén till det lag som vann CHL:s slutspel, för säsongerna 2012–2013 och 2013–2014, och två Kelly Cup, som är trofén till det vinnande laget av ECHL:s slutspel, för säsongerna 2014–2015 och 2015–2016.
Spelare som har spelat för dem är bland andra Jordie Benn, Aaron Dell, Devin DiDiomete, Brian Ihnacak och Alec Martinez.